# Lijst van landen naar aantal internetgebruikers
Dit is een lijst van landen naar het aantal internetgebruikers. Canada heeft het hoogste percentage internetgebruikers ter wereld (84.3%) volgens deze getallen. Nederland heeft het op een na hoogste percentage internetgebruikers (82.9%).
(Let op! De getallen kunnen afwijken door de verouderde lijst)
| Nummer | Land                   | Internetgebruikers | Percentage | Jaar | Internetgebruikers | Percentage | Jaar |
| ------ | ---------------------- | ------------------ | ---------- | ---- | ------------------ | ---------- | ---- |
| —      | Wereld                 | 1.581.571.589      | 23.6%      | 2009 |                    |            |      |
| 1      | China                  | 298.000.000        | 22.4%      | 2009 |                    |            |      |
| 2      | Verenigde Staten       | 220.141.969        | 72.5%      | 2009 |                    |            |      |
| 3      | Japan                  | 94.000.000         | 73.8%      | 2009 |                    |            |      |
| 4      | India                  | 81.000.000         | 7.1%       | 2009 |                    |            |      |
| 5      | Brazilië               | 67.510.400         | 34.4%      | 2009 |                    |            |      |
| 6      | Duitsland              | 55.221.183         | 67.0%      | 2009 |                    |            |      |
| 7      | Verenigd Koninkrijk    | 43.221.464         | 70.9%      | 2009 |                    |            |      |
| 8      | Frankrijk              | 40.128.178         | 64.6%      | 2009 |                    |            |      |
| 9      | Zuid-Korea             | 36.794.800         | 76.1%      | 2009 |                    |            |      |
| 10     | Rusland                | 38.000.000         | 27.0%      | 2009 |                    |            |      |
| 11     | Italië                 | 28.255.100         | 48.6%      | 2009 |                    |            |      |
| 12     | Canada                 | 27.028.000         | 84.3%      | 2009 |                    |            |      |
| 13     | Spanje                 | 26.500.934         | 66.8%      | 2009 |                    |            |      |
| 14     | Turkije                | 26.500.000         | 35.0%      | 2009 |                    |            |      |
| 15     | Indonesië              | 25.000.000         | 10.5%      | 2009 |                    |            |      |
| 16     | Mexico                 | 23.700.000         | 21.6%      | 2009 |                    |            |      |
| 17     | Iran                   | 23.000.000         | 34.9%      | 2009 |                    |            |      |
| 18     | Vietnam                | 20.834.401         | 24.2%      | 2009 |                    |            |      |
| 19     | Argentinië             | 20.000.000         | 49.4%      | 2009 |                    |            |      |
| 20     | Polen                  | 20.000.000         | 52.0%      | 2009 |                    |            |      |
| 20     | Pakistan               | 17.500.000         | 10.1%      | 2009 |                    |            |      |
| 21     | Australië              | 16.736.347         | 79.7%      | 2009 |                    |            |      |
| 22     | Maleisië               | 15.868.000         | 62.8%      | 2009 |                    |            |      |
| 23     | Taiwan                 | 15.140.000         | 66.1%      | 2009 |                    |            |      |
| 24     | Filipijnen             | 14.000.000         | 14.6%      | 2009 |                    |            |      |
| 25     | Nederland              | 13.791.800         | 82.9%      | 2009 |                    |            |      |
| 26     | Colombia               | 13.745.600         | 30.5%      | 2009 |                    |            |      |
|        | België                 | 7.006.400          | 67.3%      | 2009 |                    |            |      |
|        | Dominicaanse Republiek | 2.640.000          | 30%        | 2009 | 4,909,933          | 53%        | 2015 |